# Козловичи (Брестский район)
Козло́вичи (бел. Казловічы) — деревня в Брестском районе Брестской области Белоруссии. Входит в состав Чернавчицкого сельсовета. Население — 245 человек (2019).

## География
Деревня Козловичи расположена в 15 км к северу от центра Бреста и в 6 км по автодорогам к западу от центра сельсовета, агрогородка Чернавчицы. В километре к востоку от деревни течёт река Лесная. Граничит с юга с агрогородком Вистычи.

## История
Название — патронимическое, от фамилии Козлович.
В XIX веке — деревня Брестского уезда Гродненской губернии, входила в состав имения Вистычи. По ревизии 1858 года насчитывалось 263 крепостных крестьянина, владение П. Ягмина.
В 1870 году работало народное училище, в 1876 году в деревне Мотыкальской волости Брестского уезда 113 дворов. По переписи 1897 года — 99 дворов, 638 жителей (310 мужчин, 328 женщин, все православные), хлебозапасный магазин, кузница, 2 ветряные мельницы, корчма. В 1905 году — деревня той же волости.
В Первую мировую войну с 1915 года деревня оккупирована германскими войсками. Согласно Рижскому мирному договору (1921) деревня вошла в состав межвоенной Польши, где принадлежало гмине Мотыкалы Брестского повета Полесского воеводства (в 1921 году — 76 дворов). С 1939 года в составе БССР.
В 1940 году в деревне было 135 дворов.
В Великую Отечественную войну погибло 93 жителя. 27 октября 1949 года образован колхоз им. Сталина, куда вступили 44 хозяйства из 135. В марте 1957 года переименован в колхоз «Рассвет», 9 декабря 1969 года он был преобразован в совхоз «Рассвет» (с 1981 года центром стала деревня Вистычи). До 1954 года деревня была центром Козловичского сельсовета, включенного затем в состав Тюхиничского сельсовета. С 1959 года — в составе Чернавчицкого сельсовета.

## Население
На 1 января 2018 года насчитывалось 235 жителей в 96 домохозяйствах, из них 54 младше трудоспособного возраста, 126 — в трудоспособном возрасте и 55 — старше трудоспособного возраста.

## Инфраструктура
Имеются магазин, спорткомплекс, действует ферма КРС ОАО «Агро-Сад Рассвет».